# Meyenfeld
Meyenfeld ist ein Stadtteil von Garbsen in der Region Hannover, Niedersachsen.

## Geografie
Nördlich vom Stadtkern Garbsen gelegen, grenzt Meyenfeld westlich an den Ortsteil Horst und östlich erstreckt sich Berenbostel. Als einziger Ortsteil der Stadt Garbsen zeigt Meyenfeld noch klare Merkmale eines Angerdorfes. Teile des älteren Baumbestandes im und um den Ort sind Bestandteil einer alten Baumreihen- und Heckenlandschaft.

## Geschichte
Die erste Erwähnung vom Meyenfeld ist undatiert und wird in den Zeitraum zwischen 1207 und 1224 eingeordnet. Im Jahr 1258 folgte die erste datierte urkundliche Nennung von „Meyenfeld-Leistlingen“.
Bis in das 17. Jahrhundert bestand Meyenfeld aus den benachbarten Siedlungen Meyenfeld und Leistlingen (auch Lesteslage oder Lesteslaebe), die am Ende des 17. Jahrhunderts zu „Meyenfeld“ verschmolzen sind. Die Leistlinger Straße ist ein Rest des ehemaligen Ortsteiles. Meyenfeld wurde ursprünglich als Magethevelde bezeichnet, was wahrscheinlich auf Magathaville zurückgeht und so viel wie „großes Feld“ bedeutet. Später veränderte sich der Name allmählich zu Meingfelde, Meyenvelde und schließlich zum heutigen Meyenfeld.
Über die Jahrhunderte war die Landwirtschaft für die Ortschaft prägend. Kleingewerbe erhielt der Ort mit einem Lebensmittelladen (1869), einer Schneiderei, einem Schuhmacher und mit der Eröffnung einer Gastwirtschaft (um 1798). Der Krüger (damalige Bezeichnung für einen Gastwirt), Christian Göhns, ersuchte die Genehmigung für eine „Tanzveranstaltung“, um das Angebot seiner Gastwirtschaft auszubauen.
Da die Kinder aus Meyenfeld im benachbarten Horst zur Schule gehen mussten, wurde von 1820 bis 1823 eine eigene Schule geplant und errichtet. Die Schule existierte mit einigen Umstrukturierungen als Grundschule bis zum Jahr 2002, dann wurde sie geschlossen. Seither ist die Grundschule in Horst wie zuvor Anlaufpunkt für die Schüler. In Horst steht auch die evangelische Kirche der Kirchengemeinde Frielingen-Horst-Meyenfeld.
Am 1. März 1974 wurde Meyenfeld in die Stadt Garbsen eingemeindet und verlor so seine Unabhängigkeit.

## Politik

### Ortsrat
Der Ortsrat von Horst, der für die Dörfer Horst, Frielingen, Meyenfeld und Schloß Ricklingen zuständig ist, setzt sich aus drei Ratsfrauen und sechs Ratsherren zusammen. Die CDU hat mit der FDP eine Gruppe gebildet.
Sitzverteilung
- SPD: 3 Sitze
- Gruppe CDU: 2 Sitze / FDP-Gruppe: – Sitze
- AfD: 1 Sitz
- Grüne: 1 Sitz
- Die Unabhängigen: 1 Sitz
- Fraktionslos: 1 Sitz

(Stand: Kommunalwahl 11. September 2016)

### Ortsbürgermeister
Der Ortsbürgermeister ist Peter Hahne (CDU/FDP-Gruppe). Seine Stellvertreterin ist Angela Thimian-Milz (Die Unabhängigen).

## Kultur und Sehenswürdigkeiten
Baudenkmale
- Siehe: Liste der Baudenkmale in Meyenfeld

## Wirtschaft und Infrastruktur
Meyenfeld liegt gerade außerhalb des geschlossenen bebauten Stadtgebietes von Hannover und Garbsen und hat ländlichen Charakter. Im 20. Jahrhundert wurde der Ort um ausgedehnte Wohngebiete erweitert, wodurch sich die Einwohnerzahl von 275 Einwohnern im Jahr 1895 auf rund 2060 im Jahr 2005 erhöhte.
Im Ort existiert ein Kindergarten. Das Altenpflegeheim Haus der Ruhe mit rund 380 Bewohnern (Stand 2009) ist einer der größeren Arbeitgeber; dort finden regelmäßig öffentlich zugängliche kulturelle Veranstaltungen statt. Nach einem Großbrand im Mai 2003, bei dem keine Personen zu Schaden kamen, wurde es saniert und erweitert.
Meyenfeld ist über mehrere Buslinien an das öffentliche Verkehrsnetz angebunden.